# Слава Леонтьєв
Слава Леонтьєв (Леонтьєв Станіслав Вікторович, також зустрічається Вячеслав; 20 червня 1967, Харків) — український художник-графік, який працює у порцеляні, режисер, колишній військовослужбовець ЗСУ. Співрежисер фільму «Порцелянова війна», який отримав понад 50 нагород та номінацій, зокрема гран-прі категорії «Документальний фільм» на кінофестивалі «Санденс» (2024) та duPont-Columbia Awards (2025).

## Біографія
Народився у Харкові у сім'ї біологів. Разом із майбутньою дружиною Ганною (творчий псевдонім — Аня Стасенко) навчався у Харківському державному художньому училищі, потім Харківському художньо-промисловому інституті (з 2001 року — Харківська державна академія дизайну та мистецтв), завершили аспірантуру, спеціальність «мистецтвознавець». Тривалий час жив у Криму до анексії Криму, тоді повернувся до Харкова. Пройшов підготовку у теробороні. Після російського вторгнення, з лютого 2022 року служив у війську, зокрема тренував стрільців. Після звільнення з ЗСУ у 2023 році навчав стрільбі на волонтерських засадах.

## Творчість

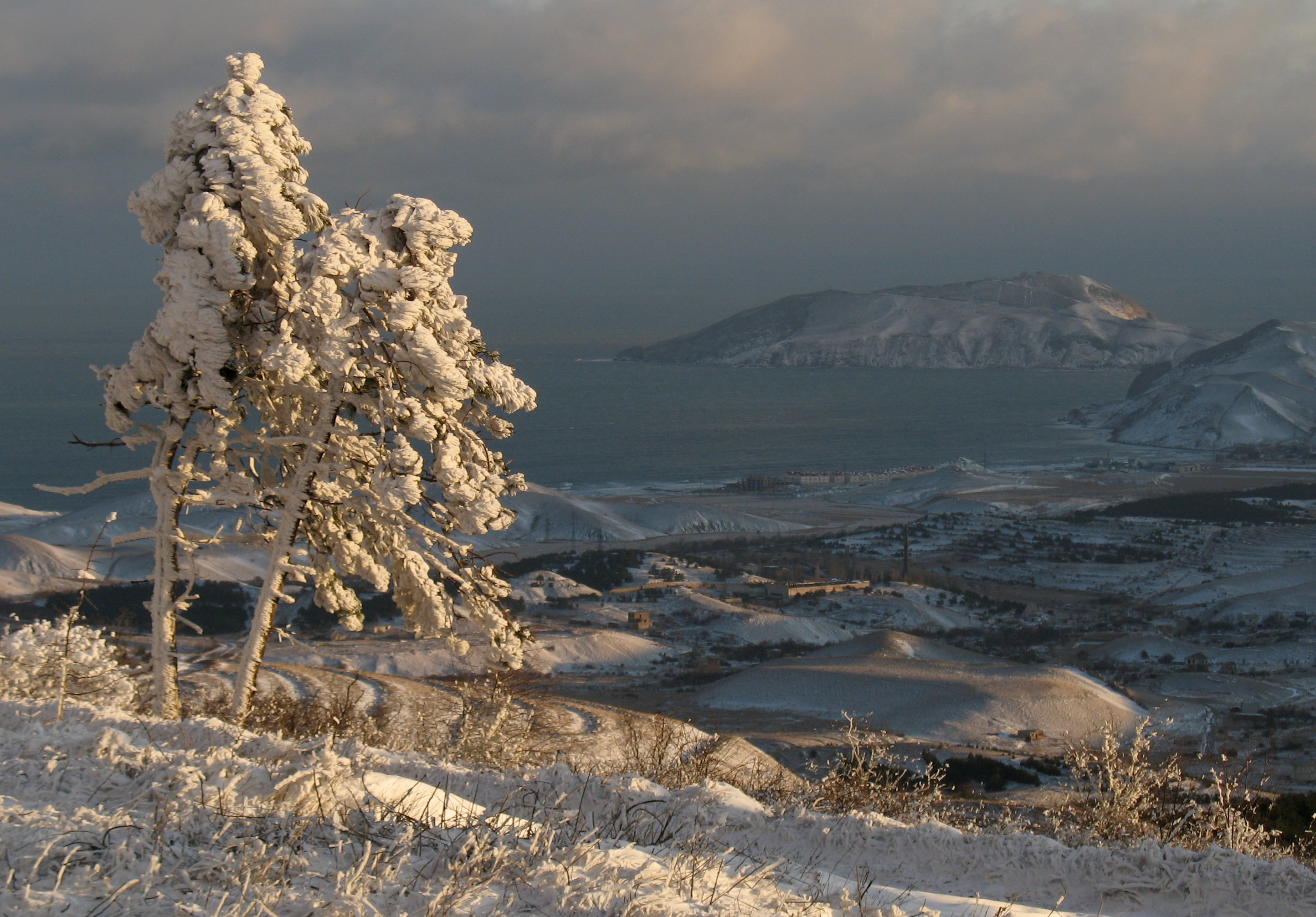
Ботанічний заказник «Гірський масив Тепе-Оба». Крим (2013)

Разом із дружиною займається порцеляною у стилі, який самі називають «пластика „з точки зору“ графіка». У тандемі Леонтьєв в основному зосереджується на кераміці та концепції, тоді як дружина — на розмальовуванні.
Отримав відзнаку 2013 року у фотоконкурсі «Вікі любить Землю» за світлину із зображенням ботанічного заказника «Гірський масив Тепе-Оба», яка ввійшла до 12-ки переможців.
Фільм «Порцелянова війна» став дебютним фільмом для Леонтьєва. Ідею знімати митців на війні запропонував американський кінематографіст Брендан Белломо, який до вторгнення планував зробити анімацію із подружжям. Зйомки проводилися і під час служби. Фільм отримав понад 50 різних нагород та відзнак, 2025 року його номінували на «Оскар» як найкращий документальний фільм.

## Виноски
1. 1 2  Керамика Ани Стасенко и Славы Леонтьева (рос.) . Процитовано 24 січня 2025.
2. 1 2 3 4  Анна Стасенко и Вячеслав Леонтьев (рос.) . Процитовано 24 січня 2025.
3. 1 2  Алекс Малишенко (9 січня 2025). Слава Леонтьєв, Брендан Белломо: «Ми не зосереджувалися на злі, бо зло банальне. Ми знімали те, чому загрожує знищення». Процитовано 24 січня 2025.
4. ↑  2024 Sundance Film Festival Announces Award Winners (англ.) . www.sundance.org. 26 січня 2024. Процитовано 24 січня 2025.
5. ↑  Аліна Коломієць (28 січня 2024). Український фільм отримав гран-прі на американському кінофестивалі Санденс. www.unian.ua. Процитовано 24 січня 2025.
6. ↑  Joseph Zuloaga (24 січня 2015). Journalism School bestows 83rd annual duPont-Columbia awards. Процитовано 31 січня 2015.
7. 1 2 3 4 5  Ірина Соломко (1 листопада 2024). «Розписи оживають». Інтерв’ю з митцем та співрежисером «Порцелянової війни» Славою Леонтьєвим. Процитовано 24 січня 2025.
8. ↑  Slava Leontyev. dcdoxfest.com. Процитовано 31 січня 2025.
9. 1 2 3 4 5  Дмитро Десятерик (27.05.2024). «Ми хотіли, щоб наш фільм не лякав людей, а мотивував їх», — співрежисер «Порцелянової війни» Слава Леонтьєв. Процитовано 24 січня 2025.
10. ↑  Ukrainian Painted Porcelain Sculptures: The porcelain art of Anya Stasenko and Slava Leontiev. veniceclayartists.com. 21 лютого 2012. Процитовано 31 січня 2025.
11. ↑  Yevhen Buket (27 травня 2013). «Вікі любить Землю» вітає переможців. Процитовано 24 січня 2025.
12. ↑  Поліна Горлач (23 січня 2025). Стрічку "Порцелянова війна" номінували на "Оскар" як найкращий документальний фільм. Процитовано 25 січня 2025.